# Aries (chanson)
Pour les articles homonymes, voir Aries.
Singles de Gorillaz
Désolé
(2020) Friday 13th
(2020)
Singles par Peter Hook
Waiting for the Sirens' Call
(2005)
Singles par Georgia
24 Hours
(2020)
Aries est une chanson du groupe virtuel Gorillaz, en featuring avec la musicienne Georgia et Peter Hook des groupes Joy Division et New Order. La musique a été publiée le 9 avril 2020 en tant que troisième single du projet Song Machine. Le titre fait référence au signe astrologique du Bélier.

## Clip musical
La vidéo, clip animé, créée sous la direction de Jamie Hewlett, montre les quatre membres du groupe conduisant des véhicules sur une autoroute. 2D et Murdoc sont tous les deux sur une moto conduite par 2D, et suivis par Noodle, qui conduit un buggy, après avoir envoyé des messages à une personne inconnue, pour savoir où se trouvait le chanteur. Russel Hobbs conduit quant à lui une voiturette de golf. À la fin de la vidéo, tandis que 2D continue de chanter, Murdoc tire une seringue et arbore un sourire sinistre.
La pochette du single montre probablement la scène qui suit : on y voit Russel, retenu par Noodle, étrangler Murdoc, tandis que 2D semble avoir reçu un coup à l'abdomen.

## Personnel

### Gorillaz
- Damon Albarn : claviers, chant, production, programmation
- Remi Kabaka Jr. : batterie additionnelle, batterie, production

### Autres musiciens et personnel
- Georgia : batterie, percussions
- Peter Hook : basse
- John Davis : ingénieur mastering
- P2J : batterie aditionnelle
- James Ford : synthétiseurs, batterie
- Stephen Segdwick : ingénieur son